# Kościół św. Mateusza w Starej Białce
Kościół św. Mateusza – świątynia rzymskokatolicka w Starej Białce, jeden z kościołów filialnych parafii pw. Wniebowzięcia NMP w Lubawce.

## Historia kościoła
Kościół powstał w latach 1606–1609. Renesansowy, orientowany, murowany, z prostokątną w rzucie nawą i wydzielonym tęczą prezbiterium przykrytym dwusprzęsłowym sklepieniem gwiaździstym z zakrystią od północy, kruchtą od południa, przykryty dwuspadowym dachem z ośmioboczną sygnaturką. Do 5 lutego 1654 r. użytkowany był przez ewangelików. Został przebudowany w końcu XIX w. i remontowany w latach 1968–1970. Wewnątrz znajduje się ołtarza główny z obrazem św. Mateusza, ambona i chrzcielnica z początku XVII w., oraz naczynia liturgiczne z XVIII - XIX w. Świątynia wraz z przykościelnym cmentarzem otoczona jest kamiennym murem ze strzelnicami z początku XVII w..  Msze święte w kościele sprawowane są w niedziele o godzinie 11:00 a także w uroczystości. Odpust przypada w nim we wspomnienie liturgiczne św. Mateusza (21 września) a pielgrzymują na niego pracownicy służby celnej z Lubawki i okolic. 

## Galeria

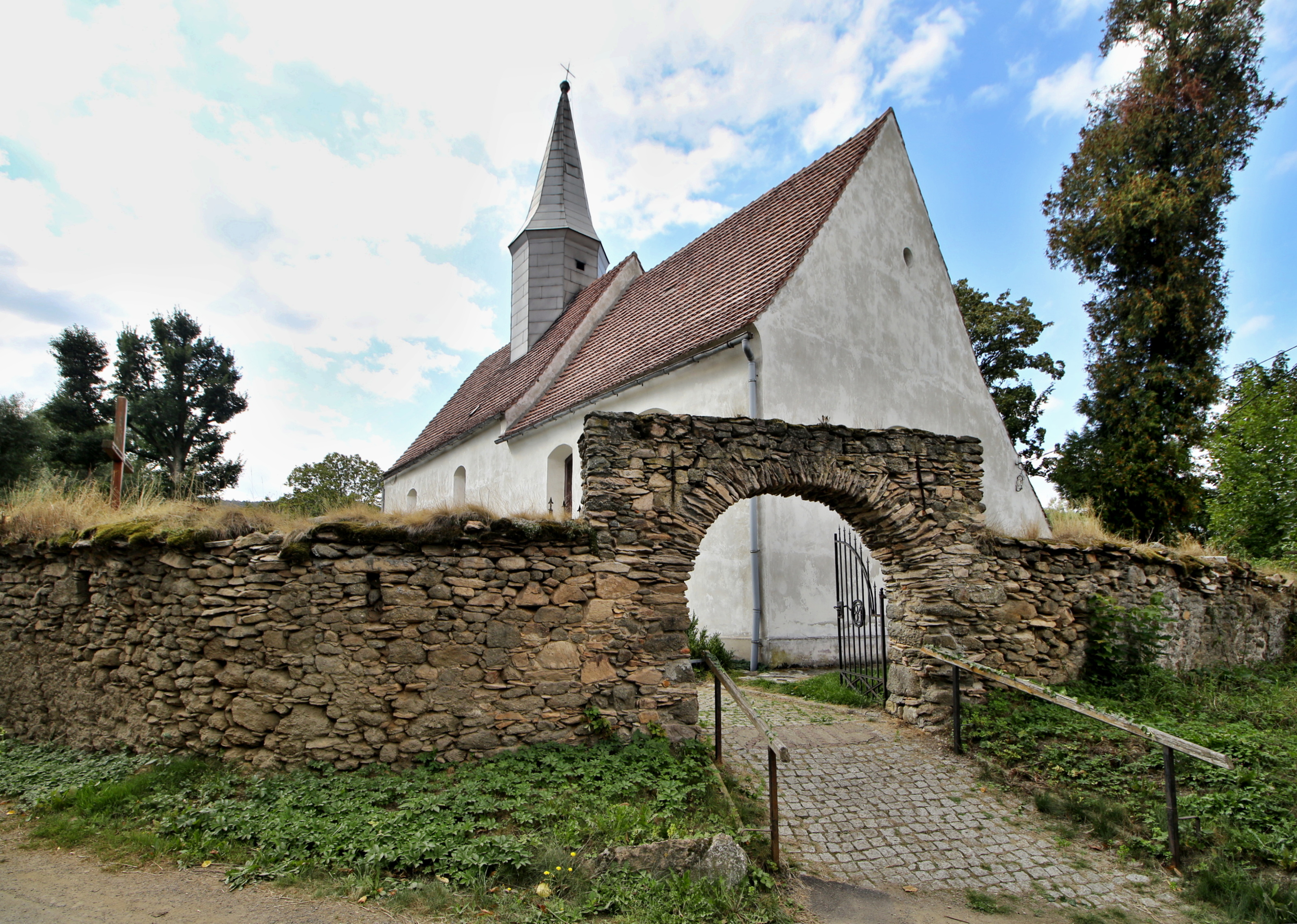
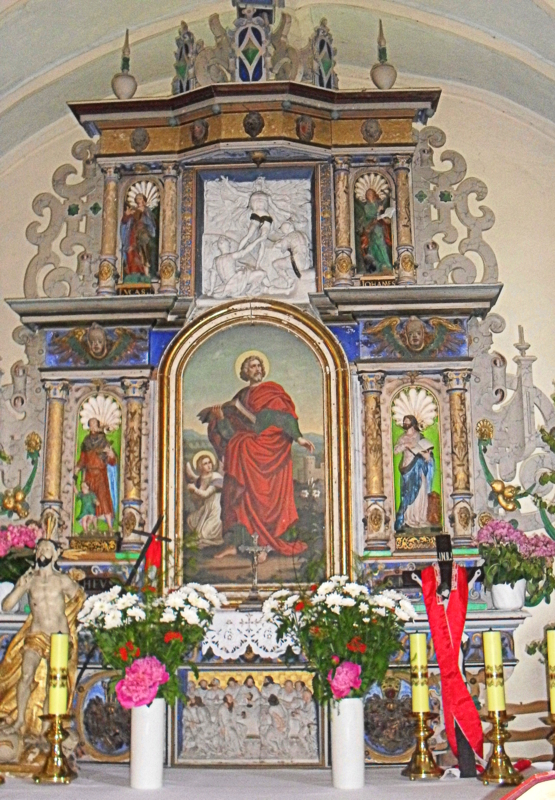
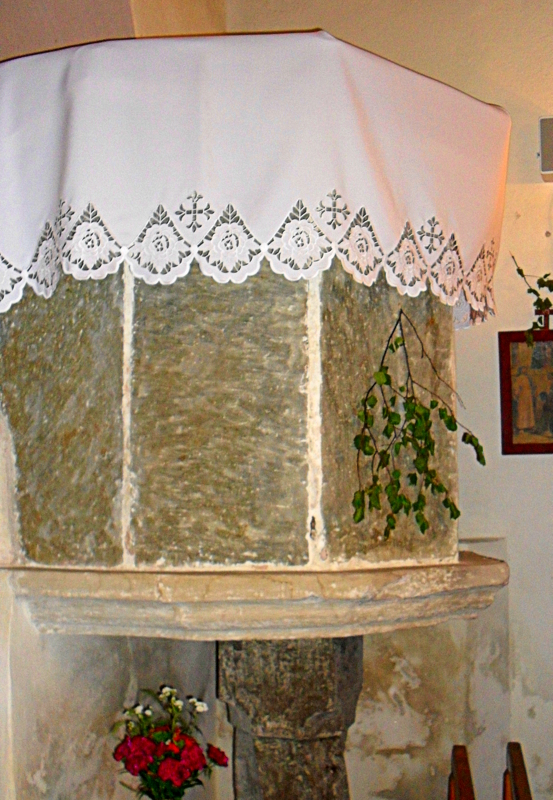
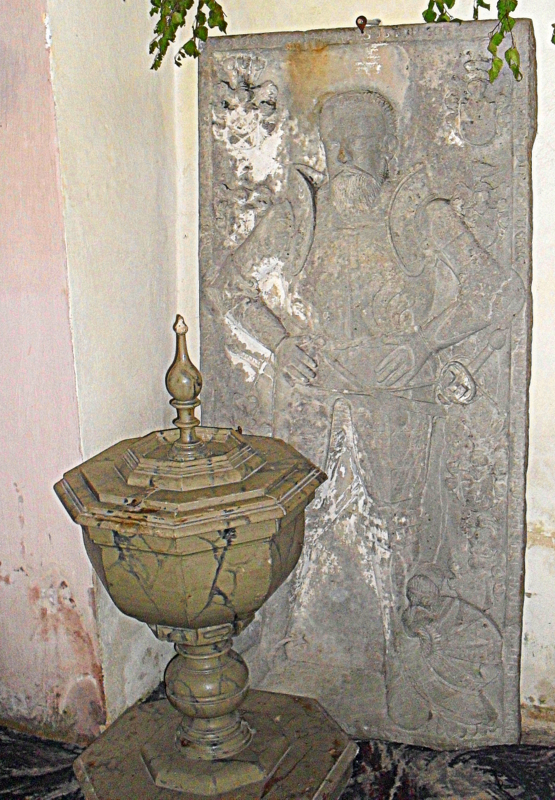
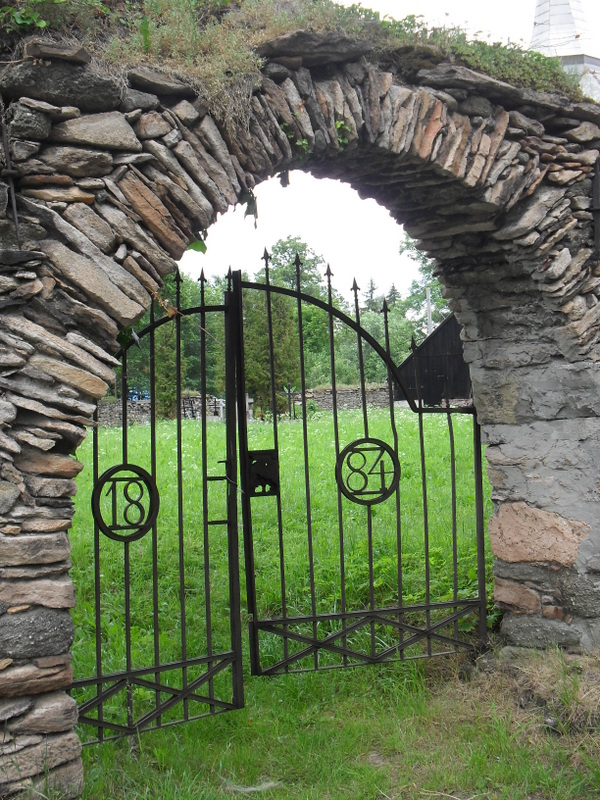
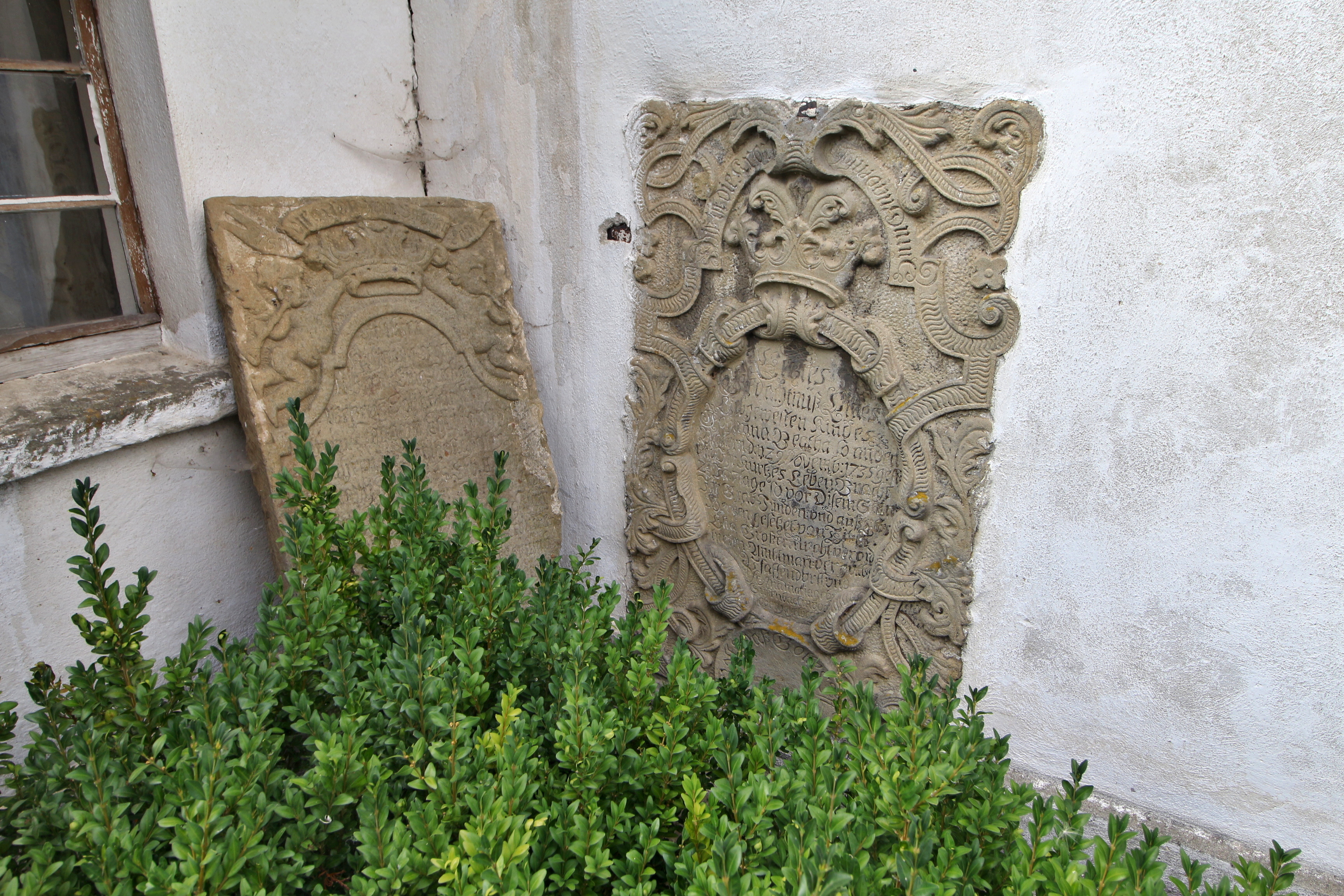